# أولاد جابر أولاد الجنفي (معتركة)
أولاد جابر أولاد الجنفي هي إحدى مشيخات المملكة المغربية، تتبع جغرافيا لإقليم فكيك وإداريًا لمعتركة. يقدر عدد سكانها بـ 995 نسمة حسب الإحصاء الرسمي للسكان والسكنى لسنة 2004.